# Gänsemarkt

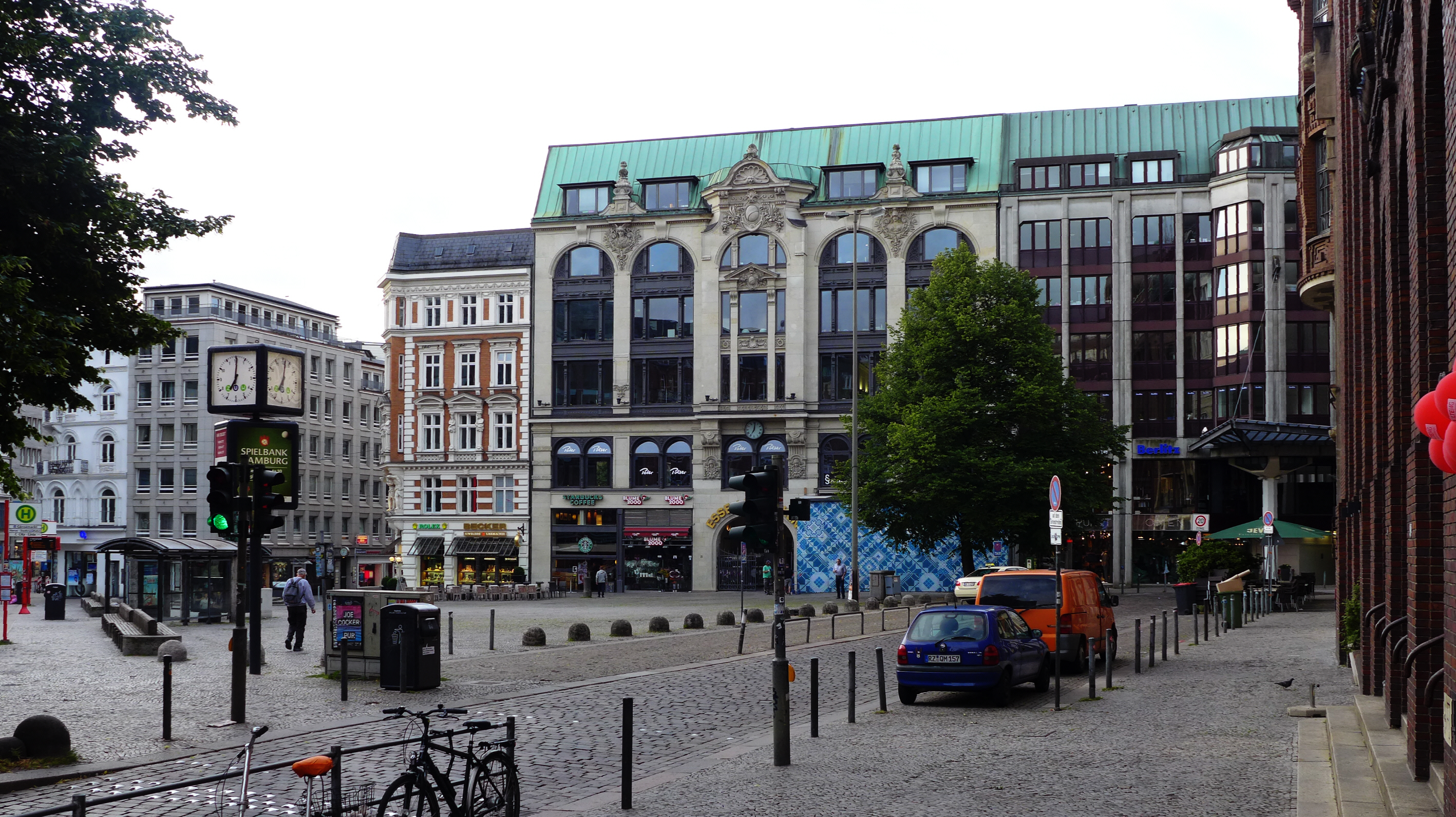
Gänsemarkt

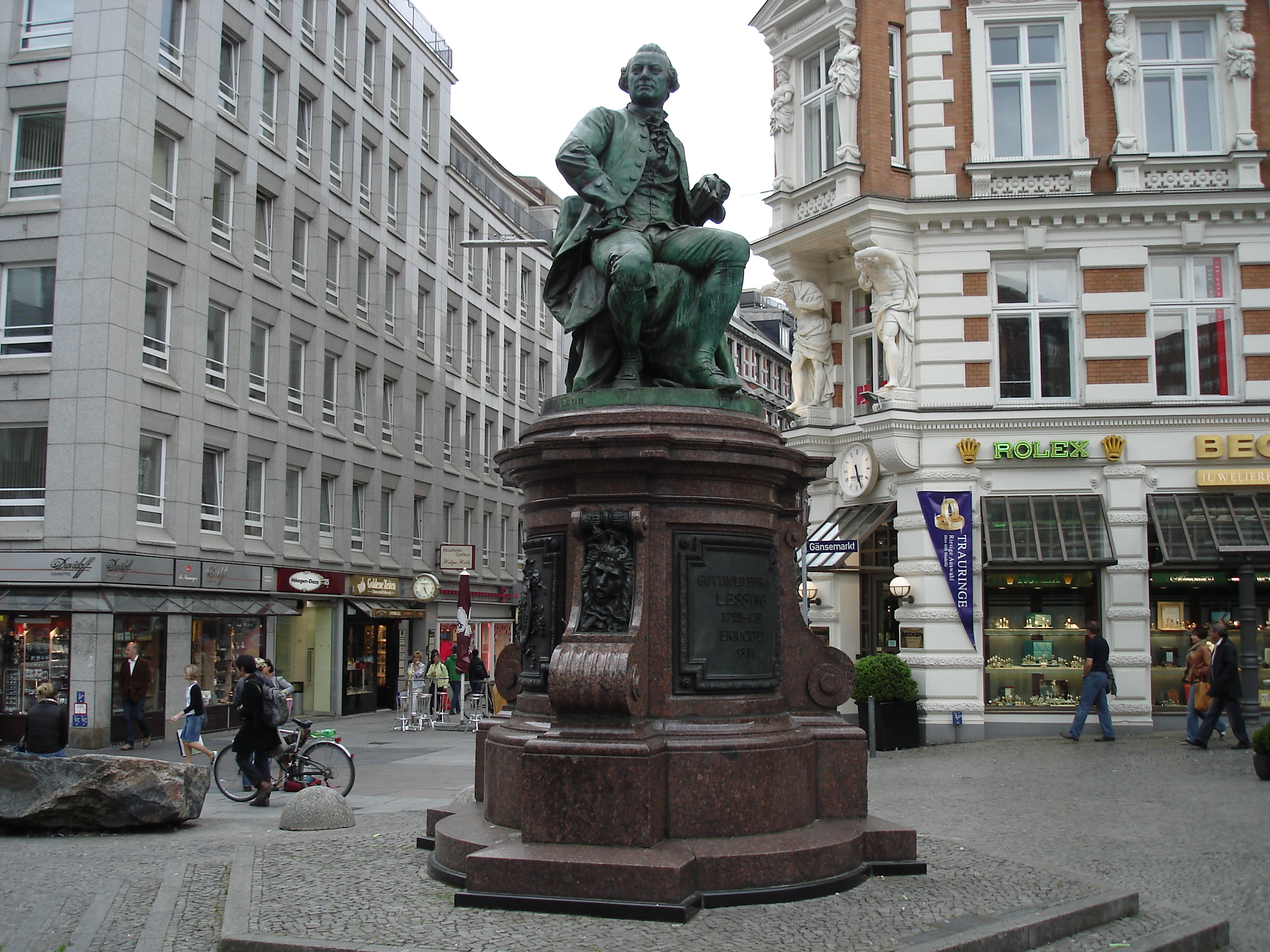
Lessingstatyn

Gänsemarkt är ett känt torg i stadsdelen Neustadt centralt beläget i Hamburg.
Torget ligger i slutet av kända affärsgatan Jungfernstieg och i närheten ligger Hamburgs statsopera. Mitt på torget står Lessingstatyn som föreställer Gotthold Ephraim Lessing. Under Gänsemarkt ligger en tunnelbanestation med samma namn från 1970, Gänsemarkt.

## Bilder

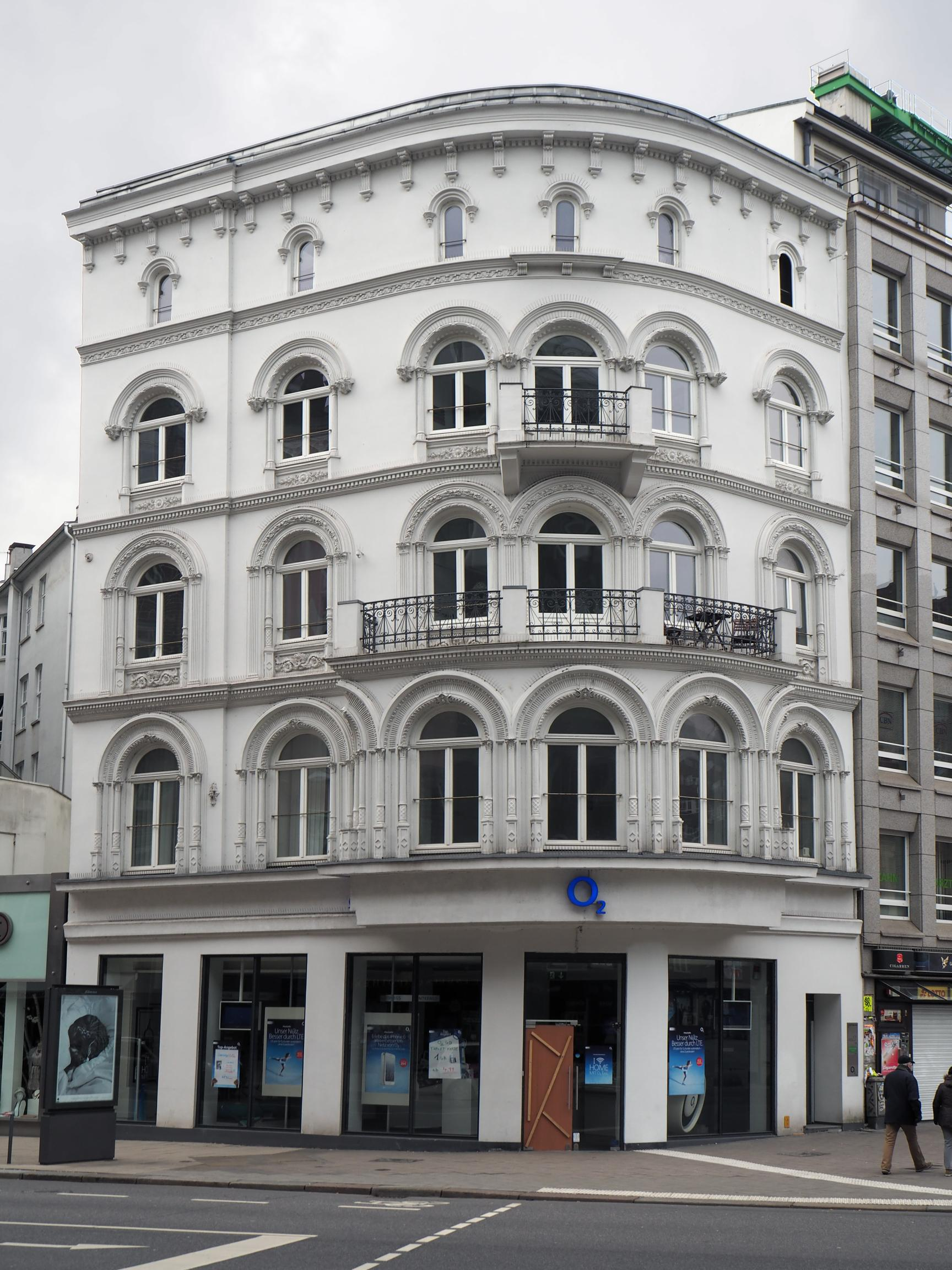
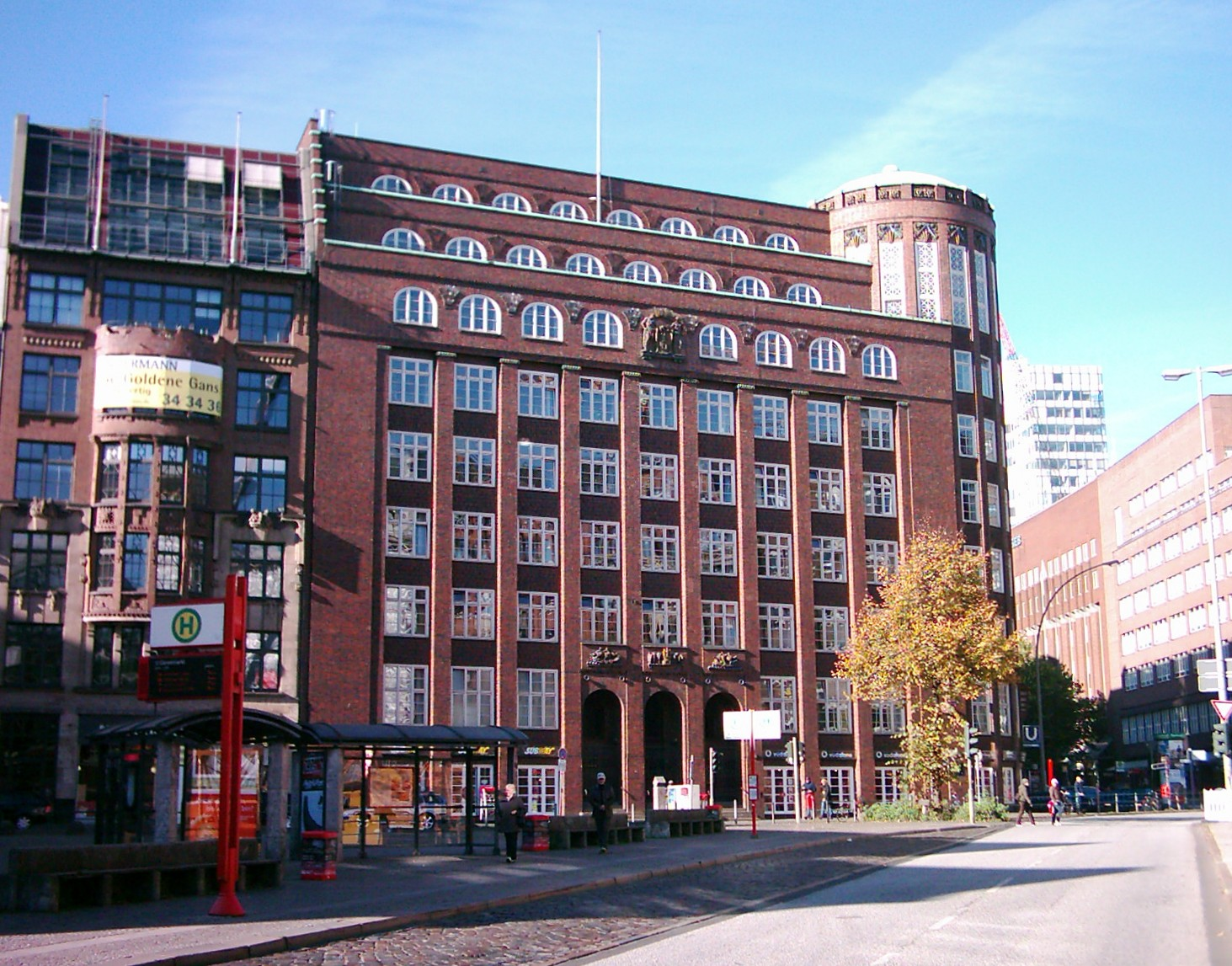
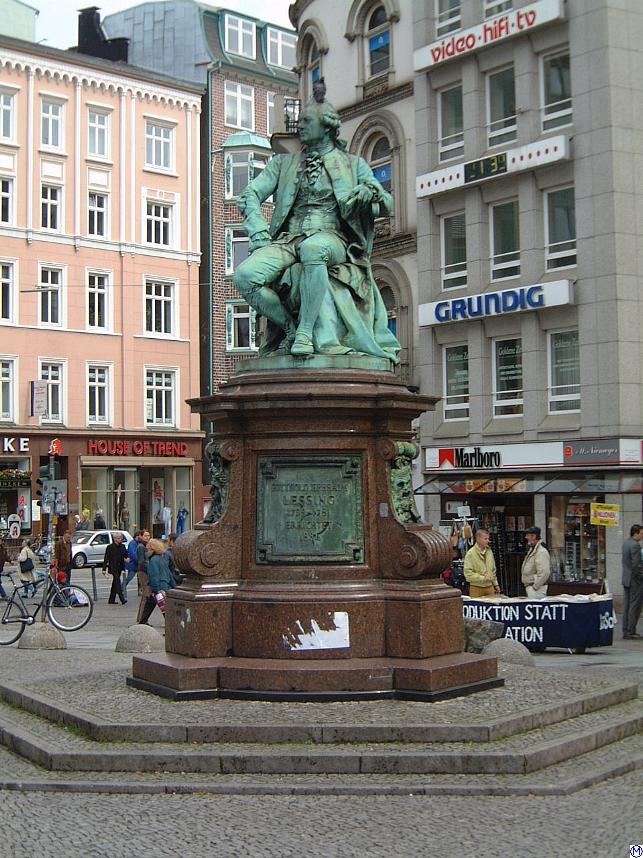
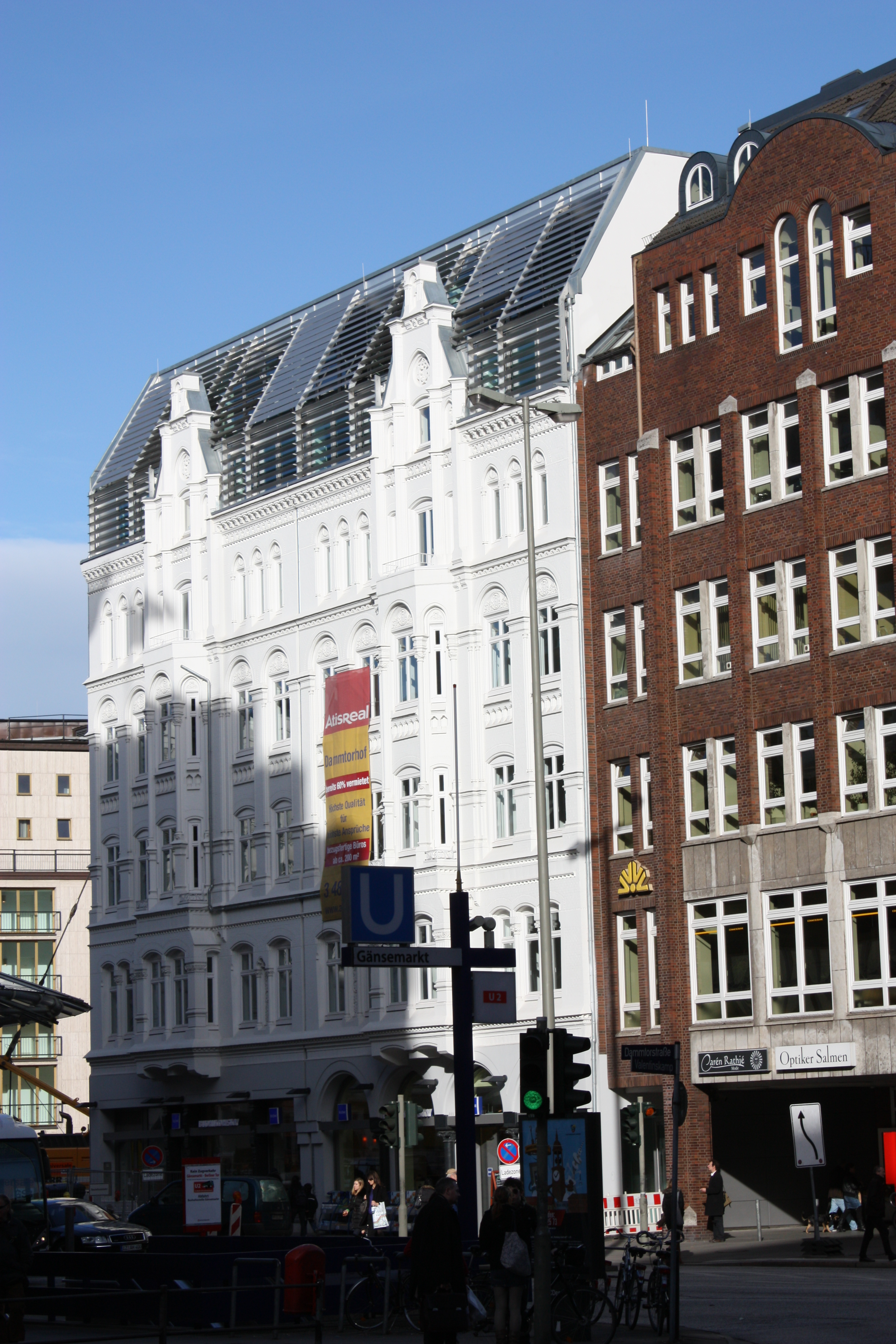